# Sadiq Saadoun
Sadiq Saadoun (en árabe: صادق سعدون عبد الرضا‎; Irak; 12 de junio de 1972) es un exfutbolista y entrenador de fútbol de Irak que jugaba en la posición de defensa.

## Carrera

### Club
| Periodo   | Club                    |
| --------- | ----------------------- |
| 1989–1990 | Al-Quwa Al-Jawiya       |
| 1990–1991 | Al-Khutoot Al-Jawiya    |
| 1991–1993 | Salahaddin FC           |
| 1993–1996 | Al-Quwa Al-Jawiya       |
| 1996      | Anyang LG Cheetahs      |
| 1996–1998 | Al-Quwa Al-Jawiya       |
| 1997–1998 | → Al-Shorta SC (cedido) |
| 1998–1999 | Al-Talaba SC            |
| 1999–2000 | Akhaa Ahli Aley FC      |
| 2000–2005 | Al-Talaba SC            |

### Selección nacional
Jugó para Líbano en ocho ocasiones de 1995 a 2001 y anotó un gol, el cual fue en la derrota por 1-2 ante Kazajistán el 6 de junio de 1997 en Bagdad por la clasificación de AFC para la Copa Mundial de Fútbol de 1998. Participó en la Copa Asiática 2000.

### Entrenador
| Periodo | Club              |
| ------- | ----------------- |
| 2018    | Al-Talaba SC      |
| 2019    | Al-Hussein Bagdad |
| 2019    | Al-Diwaniya SC    |

## Logros
- Liga Premier de Irak (4): 1989-90, 1996-97, 1997-98, 2001-02
- Copa de Irak (2): 2000-01, 2001-02
- Copa Elite Iraquí (2): 1994, 1996
- Supercopa de Irak (1): 1997